# آخرین خروجی به بروکلین (فیلم)
آخرین خروجی به بروکلین (انگلیسی: Last Exit to Brooklyn) فیلمی به کارگردانی اولی ادل است که در سال ۱۹۸۹ منتشر شد.

## بازیگران
- استیون لانگ
- جنیفر جیسن لی
- برت یانگ
- پیتر دابسن
- جری اورباک
- استیون بالدوین
- سام راکول
- ریکی لیک